# پسر دوست‌داشتنی
پسر دوست‌داشتنی 
(به تلوگویی: Muddula Koduku) فیلمی محصول سال ۱۹۷۹ و به کارگردانی وی. بی. راجندرا پراساد است. در این فیلم بازیگرانی همچون آکنینی ناگیشور رائو، سری دوی، جایا سودا ایفای نقش کرده‌اند.